# Xã Granada, Quận Nemaha, Kansas
Xã Granada (tiếng Anh: Granada Township) là một xã thuộc quận Nemaha, tiểu bang Kansas, Hoa Kỳ. Năm 2010, dân số của xã này là 105 người.